# منتخب البرازيل لكرة اليد الشاطئية
منتخب البرازيل لكرة اليد الشاطئية هو ممثل البرازيل الرسمي في المنافسات الدولية في كرة اليد الشاطئية
.